# Бинагадинский район
Бинагадинский район города Баку (азерб. Binəqədi rayonu) — один из 12 административных районов города Баку. Расположен в северо-западной части Апшеронского полуострова. Граничит с Ясамальским, Насиминским, Карадагским и Наримановским районами города Баку а также Апшеронским районом Азербайджана.

## История
Кировский район города Баку был создан в 1920 году. 29 апреля 1992 года, согласно решению Национального Совета при Верховновном Совете Азербайджанской Республики Кировский район был переименован в Бинагадинский район.

## Политическое устройство
Деятельность исполнительной власти Бинагадинского района регулируется согласно Указу Президента Азербайджанской Республики Гейдара Алиева от 16 июня 1999 года под № 138 о «Положении о местных исполнительных властях». Главой исполнительной власти Бинагадинского района является — Халеддин Искендеров.

## Административное устройство

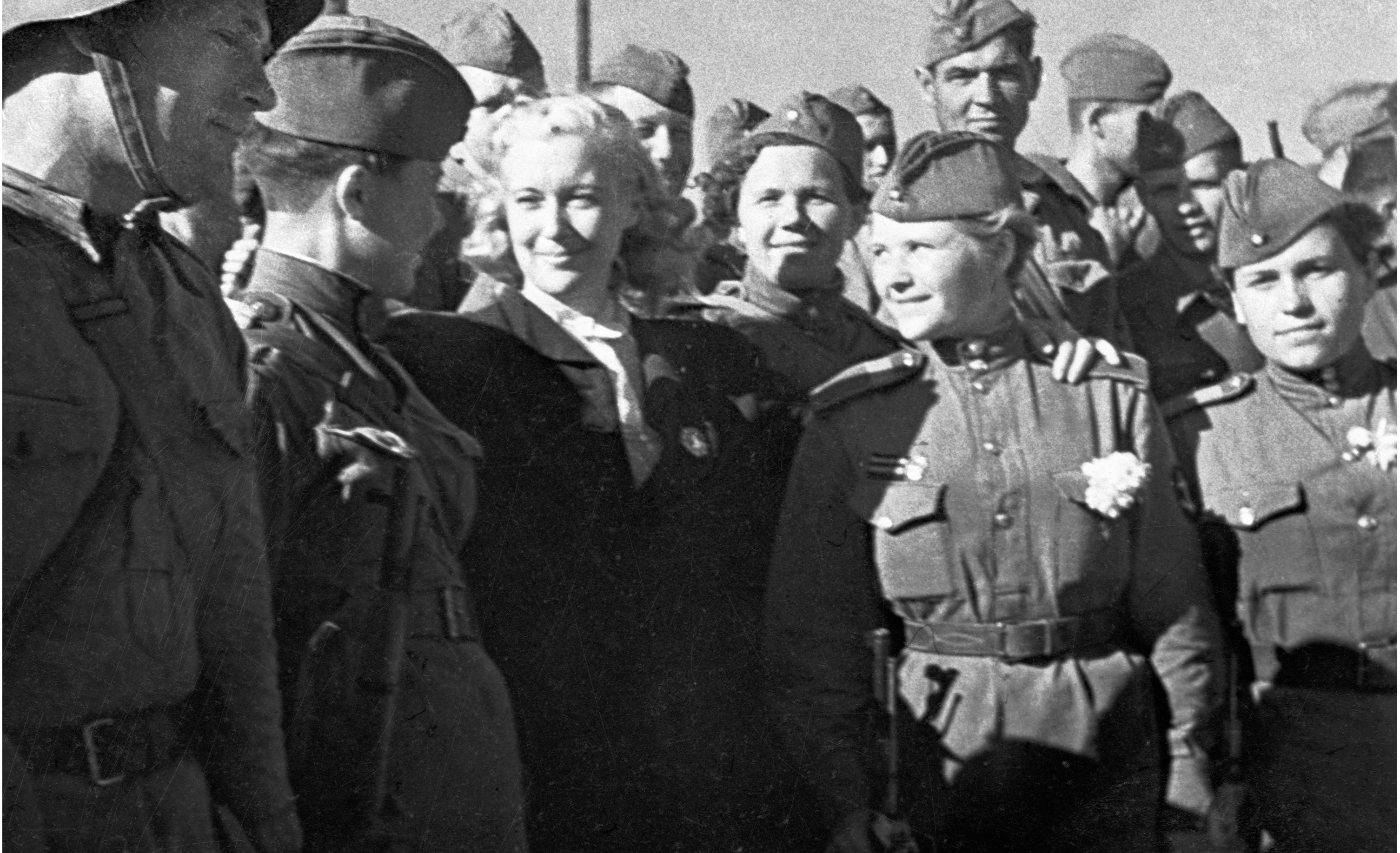
Артистка Любовь Орлова провожает советских солдат на фронт со станции Баладжары Кировского района Баку, 1 апреля 1943 года

### Посёлки
На административной территории Бинагадинского района находятся 6 посёлков:
1. Мамед Эмин Расулзаде
2. Баладжары
3. Бинагади
4. Ходжасан
5. Сулутепе
6. 28 Мая

### Микрорайоны
4 микрорайона: 6-й, 7-й, 8-й и 9-й, в том числе 1-й Участково-административный территориальный округ, охватывающий территориальные границы жилого участка Дарнагюль в 7-м и 8-м микрорайонах, а также 2-й Участково-административный территориальный округ, охватывающий территориальные границы 6-го и 9-го микрорайонов.

### Муниципалитеты
В Бинагадинском районе действуют 5 муниципалитетов — местных органов самоуправления:
1. Бинагадинский муниципалитет (1-й и 2-е Участково-административные территориальные округа)
2. Муниципалитет Расулзаде (посёлок имени Мамед Эмина Расулзаде)
3. Баладжарский муниципалитет (посёлок Баладжары)
4. Бинагадинский муниципалитет (посёлок Бинагади)
5. Ходжасанский муниципалитет (посёлки Ходжасан, Сулутепе и 28 Мая)

## Административное здание
3 июля 2013 года состоялось открытие нового административного здания района, на церемонии открытия которого присутствовал президент Азербайджана Ильхам Алиев.
Прежнее здание было построено в начале 1970-х годов, а в мае 2012 года началась его реконструкция. Был реконструирован также актовый зал, пристроенный к основному зданию администрации. В результате проведенных работ, был достроен ещё один этаж и созданы все технические условия для применения современных методов управления, в частности «электронного правительства».
Технические средства, ставшие доступными с введением в эксплуатацию электронного правительства, дали возможность на ведение электронного делопроизводства. Вступили в действие: центр оперативного управления, служба обращения жителей, электронная карта, электронные киоски и многое другое. Новый видео-конференц-зал, позволили наладить прямую связь с жителями района и представителями исполнительной власти на местах.

## Избирательные участки
На территории Бинагадинского района функционируют 3 независимых и один совместный избирательных округ, которые включают в себя 113 избирательных участков:
1. Округ № 8 — Окружная избирательная комиссия Первого Бинагадинского избирательного округа (включает 38 избирательных участков)
2. Округ № 9 — Окружная избирательная комиссия Второго Бинагадинского избирательного округа (36 избирательных участков)
3. Округ № 10 — Окружная избирательная комиссия Третьего Бинагадинского избирательного округа (35 избирательных участков)
4. Округ № 12 — Окружная избирательная комиссия Карадаг-Бинагади-Ясамальского избирательного округа (4 избирательных участка)

## Население
В этническом плане, в районе  проживают азербайджанцы, русские, лезгины, татары, украинцы.

## Экономика

### Промышленные предприятия
В Бинагадинском районе сосредоточено 95 промышленных предприятий города Баку, которые распределены по следующим отраслям: 5 — в горнодобывающей промышленности, 85 — в обрабатывающей промышленности, 2 — в электрической и газовой промышленности, 3 — в водоснабжении и по обработке промышленных отходов.
Среди крупных промышленных предприятий района можно отметить следующие: Нефтяная фирма «Binəqədi Oil Company»; предприятие по производству обуви — ООО «Bot»; машиностроительный завод имени Бунията Сардарова; АО открытого типа «Bakı Poladtökmə», специализирующееся на производстве железных и стальных изделий; фирмы по производству красок — «FAB Boya» и «Bilfa Boya»; заводы крупнейших мировых компаний по производству безалкогольных и прохладительных напитков — «Coca-Cola Bottlers LTD», «Golden Uoter», «Mars Overseas».

## Образование

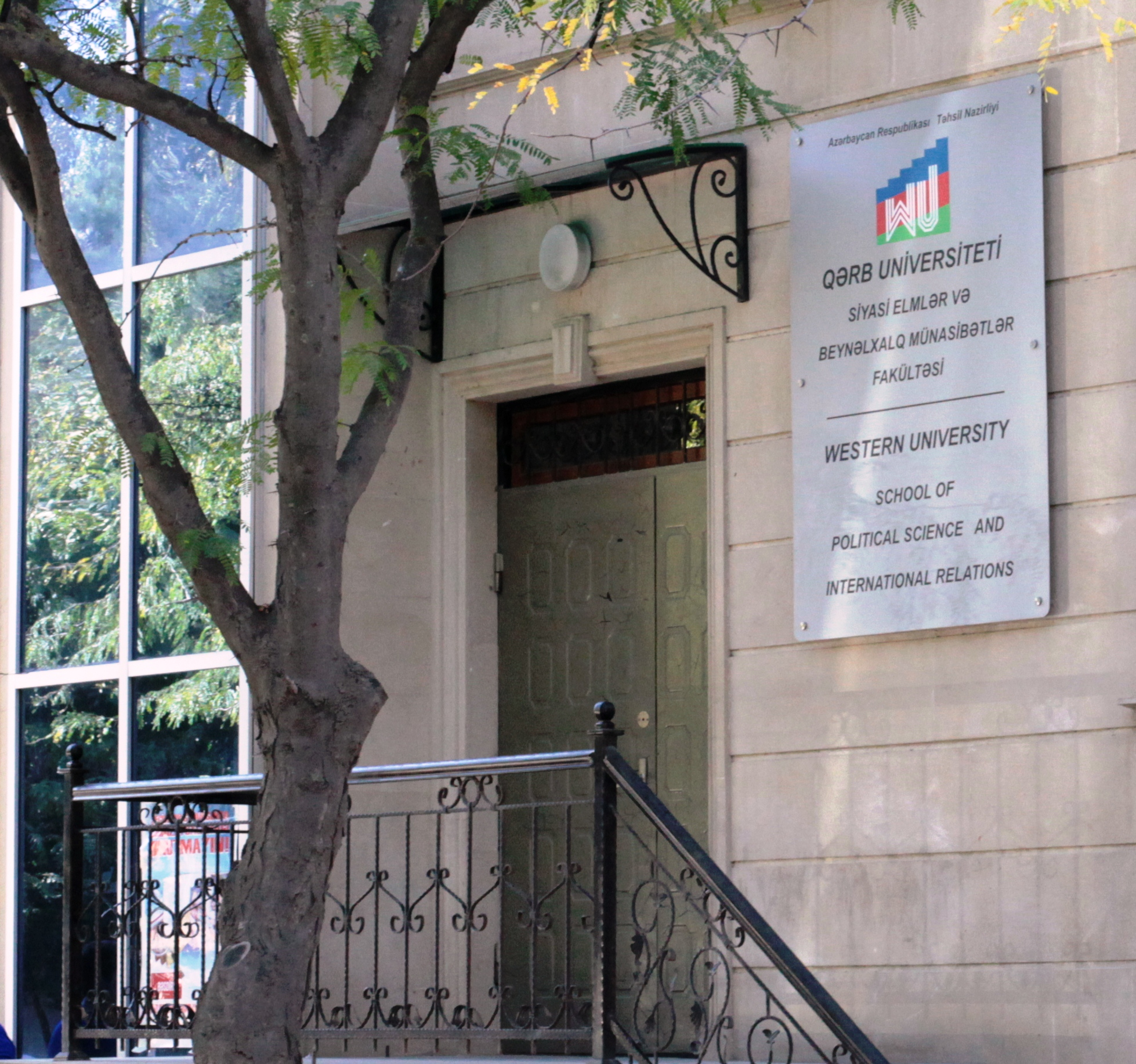
Западный университет

На территории района функционируют следующие учебные заведения:
1. 32 общеобразовательные школы, находящиеся в подчинении Департамента образования города Баку;
2. 4 дошкольных учреждения (Центр детского творчества, Детско-юношеский спортивный центр, Детско-юношеский творческий центр и Детско-юношеский Шахматно-Спортивный центр);
3. 34 дошкольных учебно-воспитательных заведения;
4. 4 профессионально-технических Техникума (№ 6, № 9, № 18 и Бакинская техническая профессиональная школа);
5. 3 музыкальные школы (№ 6, № 11 и 26);
6. Бакинский гуманитарный колледж;
7. 3 ВУЗ-а: Академия труда и социальных отношений и Бакинский педагогический институт повышения квалификации и переподготовки педагогических кадров; Западный университет;
8. 8 библиотек;
9. 5 отелей (3 из которых трёхзвездочные).

## Культура
На территории района функционируют 1 Дом культуры, 1 Музей сельского хозяйства а также 19 памятников культуры, из которых 16 — республиканского и 3 местного значения.

### Исторические памятники

Монументальный комплекс с памятником Героя Советского Союза Габибуллы Гусейнова

Список памятников культуры Бинагадинского района, находящихся под охраной государства, согласно решению Кабинета Министров Азербайджанской Республики:
- Баня 1915 года;
- Мечеть и минарет 1908 года;
- Резервуар XVIII века в посёлке Ходжасан;
- Жилые поселения IX — XVII веков;
- Караван-сарай XVII века;
- Мечеть 1658 года в посёлке Баладжары;
- Некрополь эпохи бронзы, внесенный в список археологических памятников, расположенный на территории нефтяных месторождений в посёлке Бинагади;
- Жилые поселения XV-XVII века на территории нефтяных месторождений.

Памятники природы:
- Бинагадинское кировое озеро — палеонтологическое кладбище флоры и фауны четвертичного геологического периода, объявленное Государственным заповедником, согласно постановлению Совета министров Азербайджанской ССР № 167 от 16 марта 1982 года;
- Вулканическая гора «Кейраки».

### Памятники известным личностям
| № | Название памятника | Скульптор       | Год установки | Адрес                                                    |
| - | --- | --------------- | ------------- | -------------------------------------------------------- |
| 1 | Памятник Гейдару Алиеву | Омар Эльдаров   | 2006          | Перед административным зданием исполнительной власти     |
| 2 | Памятник академику Зарифе Алиевой                                                                                                   | Омар Эльдаров   | 2001          | 6-й микрорайон, парк имени Зарифы Алиевой                |
| 3 | Памятник Айне Султановой | Минаввар Рзаева | 1986          | Проспект Ататюрка                                        |
| 4 | Памятник Героя Советского Союза Габибуллы Гусейнова а также монументальный комплекс памяти соотечественников, погибших во время ВОВ |                 | 1995          | 8-й микрорайон, улица И. Дадашова                        |
| 5 | Памятник румынскому композитору и общественному деятелю Джордже Энеску                                                              | Натик Алиев     | 2006          | На пересечении улицы Джафара Хандана и проспекта Азадлык |
| 6 | Бюст участника Первой карабахской войны Рамиза Назим оглы Абоева                                                                    | Эльдар Гасанов  | 1996          | Парк имени Абоева в посёлке Расулзаде                    |
| 7 | Бюст Национального Героя Азербайджана Гумбатова Фархада Гамбар оглы                                                                 | Айдын Мамедов   | 2001          | Парк имени Ф. Гумбатова в посёлке Расулзаде              |

## Здравоохранение
В Бинагадинском районе функционируют следующие медицинские учреждения:
1. Национальный Офтальмологический Центр имени академика Зарифы Алиевой;
2. 10 частных медицинских центров;
3. 3 станции скорой медицинской помощи;
4. Центр по реабилитации инвалидов Министерство труда и социальной защиты населения Азербайджанской Республики;
5. Оздоровительный центр в Ходжасане;
6. Хозрасчетная стоматологическая поликлиника № 8;
7. Объединённая городская больница на 400 коек № 6, имени А. Д. Меликова;
8. Центральная железнодорожная больница и поликлиника на 575 коек Азербайджанской государственной железных дорог, находящихся на балансе Кабинета Министров Азербайджанской Республики;
9. 12 медицинских учреждений, находящихся под ведомством Департамента здравоохранения города Баку:

- Поликлиники № 9, 10, 11, 25, 27 и 35;
- Детские поликлиники № 11, 20 и 21;
- Лечебно-оздоровительный центр № 6;
- Женская консультация № 9;

## Спорт
На территории района функционируют 7 крупных спортивно-оздоровительных комплексов:
| № | Название спортивного объекта                                                 | Дата открытия | Адрес                           | Секции | Фото |
| - | ---------------------------------------------------------------------------- | ------------- | ------------------------------- | --- | ---- |
| 1 | Бакинская теннисная академия                                                 | 2009          | 8-й микрорайон, ул. И. Дадашова | 6 открытых и 4 крытых корта, 1 крытый центральный корт, бассейн |      |
| 2 | Республиканский спортивный комплекс стендовой стрельбы                       | 2000          | Около нового Автовокзала        | стендовая стрельба, пневматический тир |      |
| 3 | Баладжарский спортивно-оздоровительный дворец Локомотив                      | 1980          | Посёлок Баладжары               | Зал борьбы, зал бокса, бассейн |      |
| 4 | Баладжарский спортивный комплекс спортивно-оздоровительного центра Локомотив | 1983          | Посёлок Баладжары               | Волейбольный зал, баскетбольный зал, борцовский зал, зал тяжелой атлетики и тренажерный зал |      |
| 5 | Бинагадинский спортивно-оздоровительный комплекс                             | 2005          | Посёлок Бинагади                | Футбольное поле с искусственным покрытием, мини-футбольное поле, мини-футбольный зал, борцовский зал, гандбольный зал, баскетбольный зал, волейбольный зал, тренажерный зал и массажный кабинет |      |
| 6 | Учебно-тренировочная база футбольного клуба «Баку»                           | 2011          | Сумгаитское шоссе               | 6 футбольных площадок с искусственным покрытием, 2 тренажерных зала, 2 мини-футбольных поля |      |
| 7 | Волейбольный комплекс «Азерйол»                                              | 2012          | Посёлок Баладжары               | Волейбольный зал на 2000 зрительских мест |      |

## Галерея

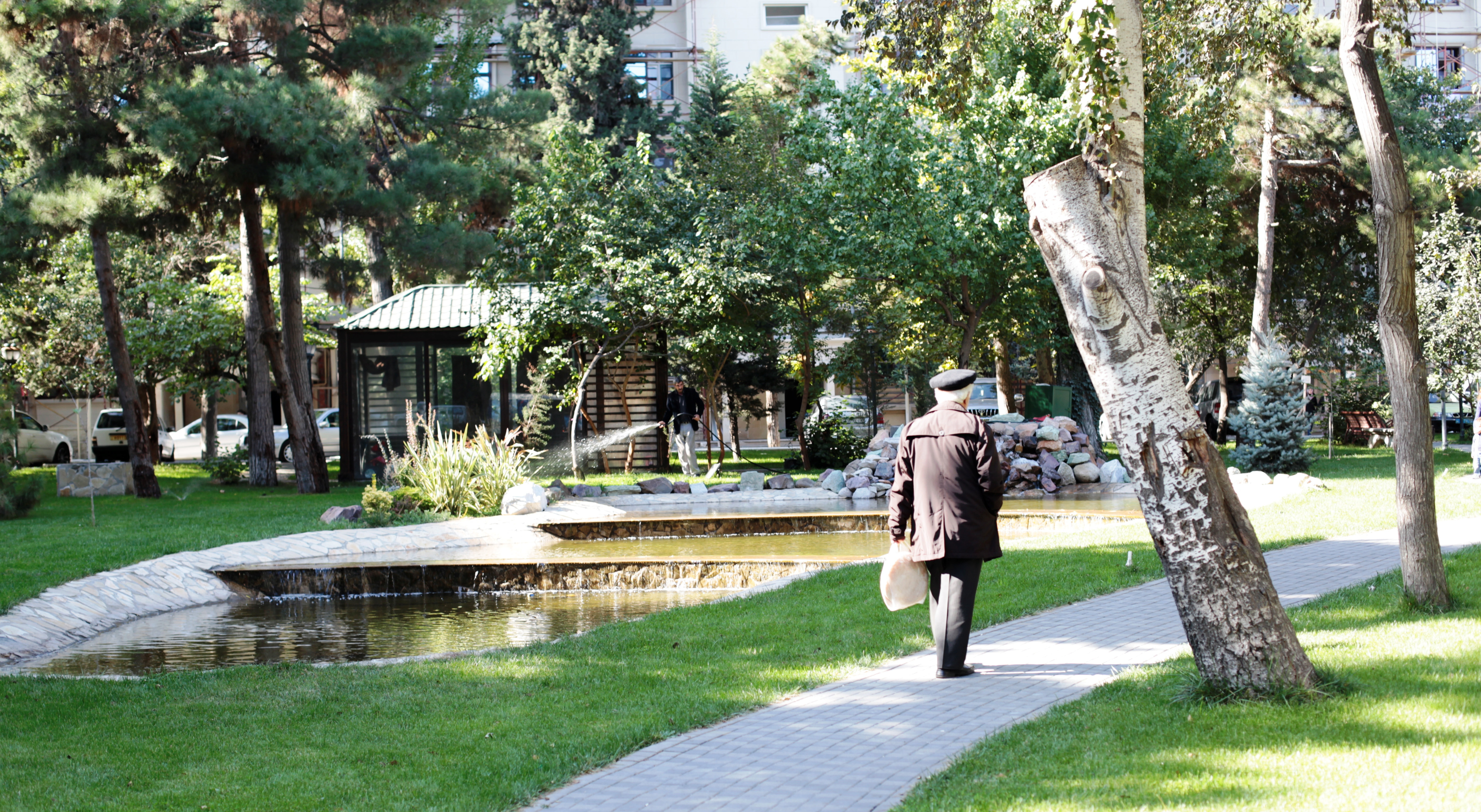
Парк в 8-м микрорайоне.
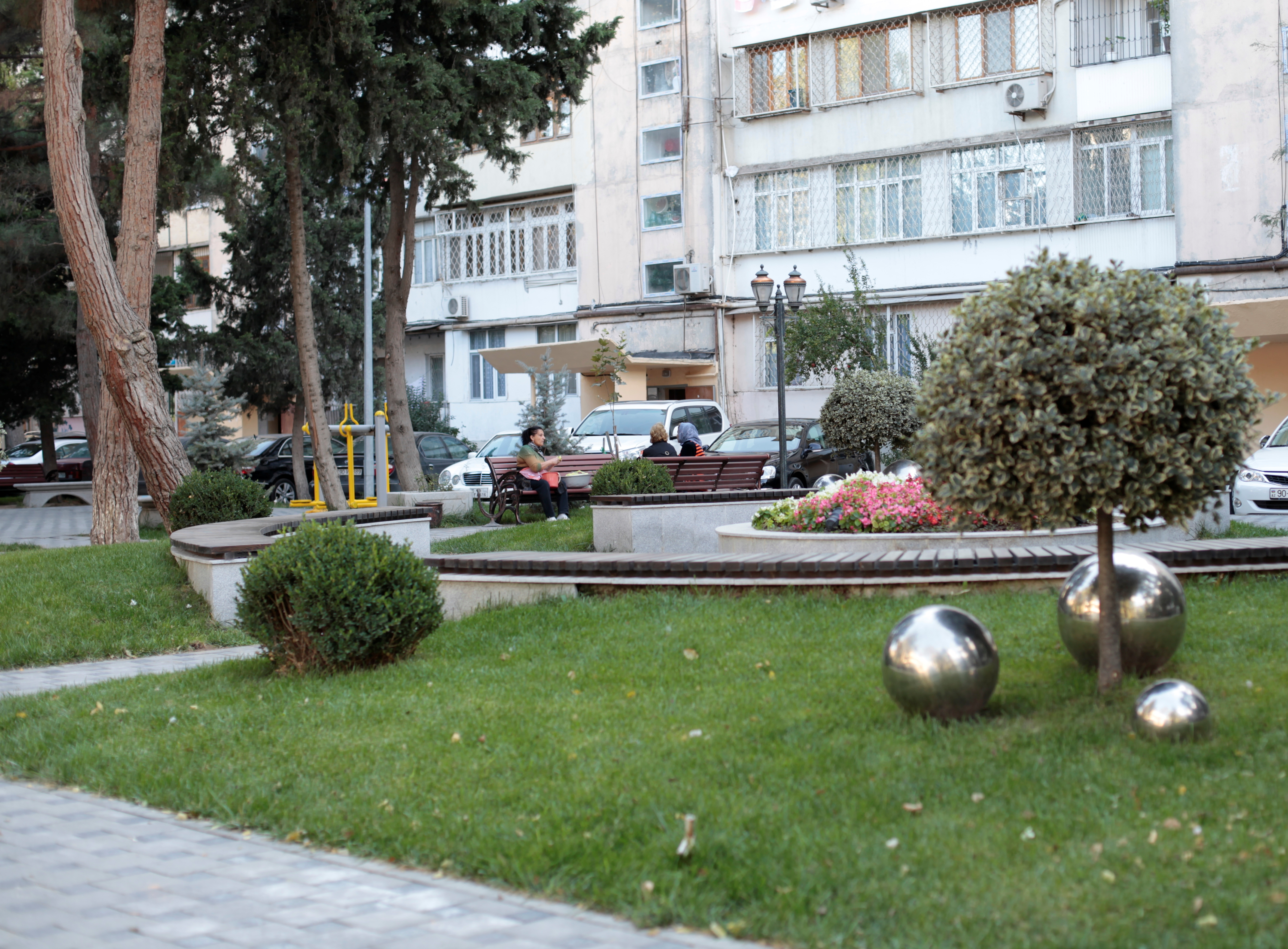
Парк в 8 микрорайоне.